# Seetal am Goldeck
Seetal am Goldeck je naselje v Občini Stockenboi v Okraju Beljak-dežela na Koroškem v Avstriji.